# Kepler-37
Kepler-37 är en GV-huvudseriestjärna som ligger i stjärnbilden Lyran 215,2 ljusår från jorden. Den är moderstjärna till exoplaneterna Kepler-37b, Kepler-37c, Kepler-37d och Kepler-37e som alla kretsar mycket nära stjärnan. Kepler-37 har en massa om 80,3 procent av solens och en radie om 77 procent av solens. Den har en temperatur liknande solens, men är lite kallare och har en yttemperatur på 5417 K. Den har en metallicitet som är ungefär hälften av solens. Med en ålder på cirka 6 miljarder år är den något äldre än solen men fortfarande en huvudseriestjärna. I januari 2015 var Kepler-37 den minsta stjärnan att mätas med hjälp av asteroseismologi.